# Pekan Nenas

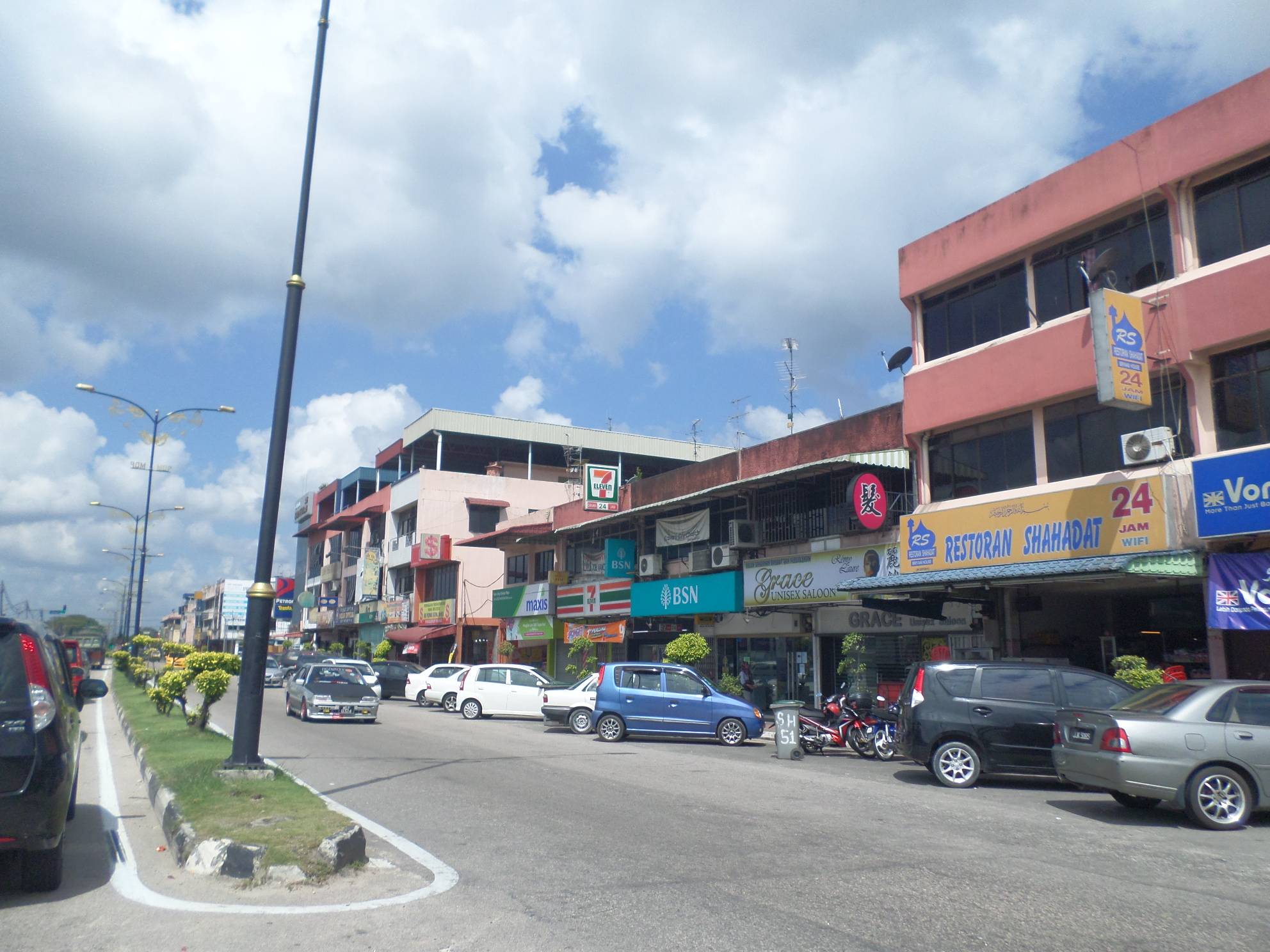
Pekan Nanas

Pekan Nenas is een stad in de Maleisische deelstaat Johor.
Pekan Nenas telt 5300 inwoners.